# Vasyl'kiv
Vasyl'kiv (in ucraino Василькiв?, in russo Васильков?, Vasil'kov), è una città ucraina (37 068 abitanti) nel distretto di Obuchiv, nell'oblast' di Kiev. Ospita l'amministrazione della comunità territoriale di Vasyl'kiv, una delle comunità territoriali dell'Ucraina.
Fino al 18 luglio 2020 Vasyl'kiv costituiva una città di rilevanza regionale e fungeva da centro amministrativo del distretto di Vasyl'kiv, sebbene non appartenesse al distretto. Come parte della riforma amministrativa dell'Ucraina, che ridusse a sette il numero di distretti dell'oblast' di Kiev, la città fu integrata nel distretto di Obuchiv.

## Storia

### Invasione russa dell'Ucraina
Nel circondario comunale sorge l’aeroporto che funge da base per la 40ª Brigata aerotattica dell’Aeronautica militare ucraina. 
Il 27 febbraio 2022, durante la invasione russa, gli organi d’informazione hanno annunciato il danneggiamento di un deposito petrolifero di Vasyl'kiv, a circa 40 km a sud da Kiev. Durante il conflitto è stato inoltre costituito il battaglione di difesa territoriale "Scudo di Vasyl'kiv" (Батальйон ТрО "Щит Василькова" –oppure– Територіальна оборона "Щит Василькова") un’unità paramilitare formata da volontari (similmente alle antiche guardie civiche cittadine italiane), ossia una milizia armata a difesa della città, inquadrata nell’ambito delle Forze di difesa territoriale ucraine (Територіальна оборона ЗС Укpaïни).